# Tượng thần Shigir

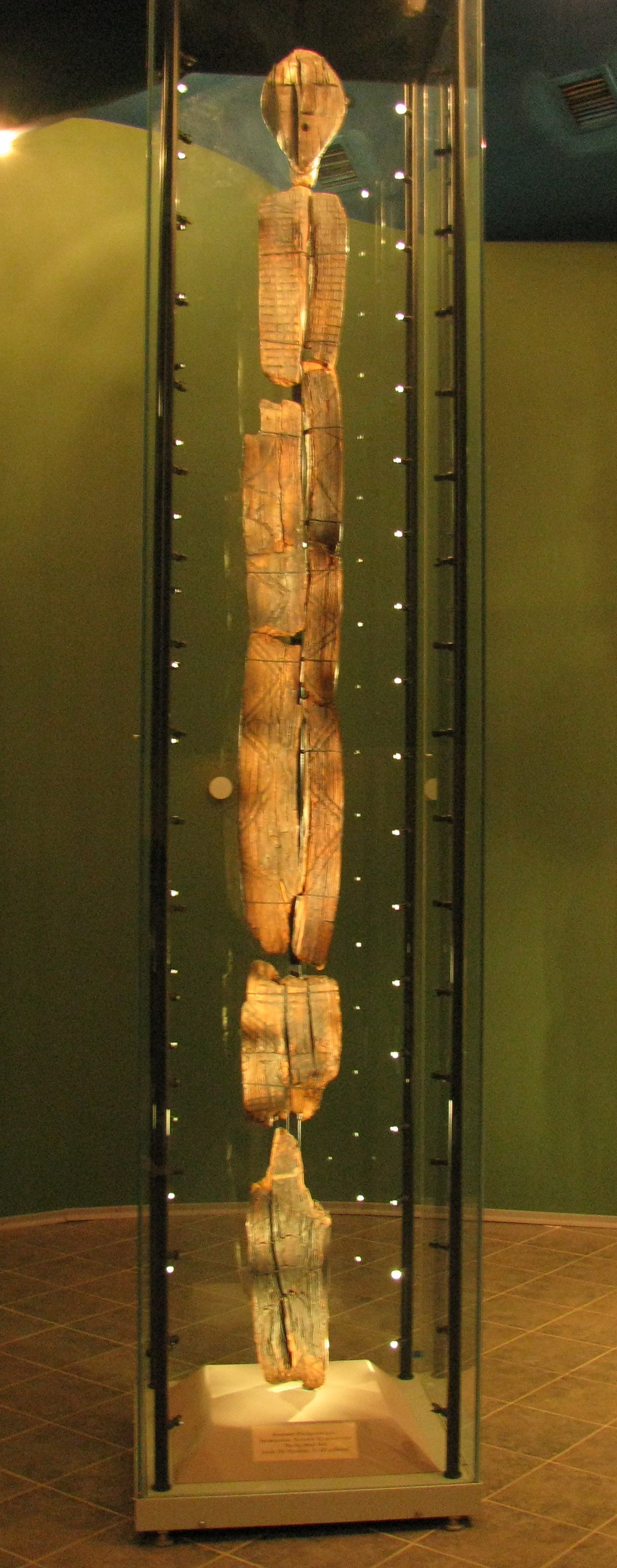

Tượng thần Shigir, tượng gỗ Shigir, hay The Shigir Idol (tiếng Nga: Шигирский идол) là vật thể điêu khắc bằng gỗ cổ nhất trên thế giới, được chế tác vào thời đại đồ đá giữa và có niên đại 11.000 năm.

## Phát hiện

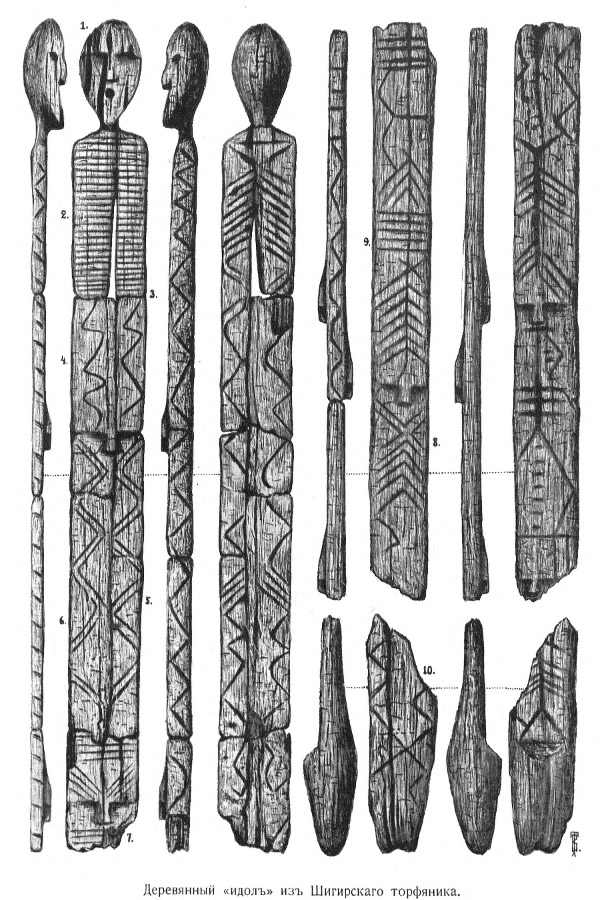
Bản vẽ ban đầu bởi Vladimir Tolmachev cho thấy tượng ban đầu có thể cao đến 5 m.

Tượng được phát hiện vào ngày 24 tháng 1 năm 1894 tại độ sâu 4 m ở Shigir, phần rìa phía đông của vùng Trung Urals, gần Kirovgrad và xấp xỉ 100 km từ Yekaterinburg. Tại vùng này, từ 40 năm trước đã có những cuộc khảo sát, nghiên cứu sau khi một vài vật thể tiền sử được phát hiện trong một mỏ vàng lộ thiên.
Tượng bị tách thành nhiều phần; Giáo sư D. I. Lobanov tổng hợp những mảnh chính thành một vật thể cao 2.8 m.
Năm 1914, nhà khảo cổ học Vladimir Tolmachev đề xuất một biến thể của tượng này bằng cách lồng ghép các mảnh vỡ không sử dụng. Theo  đề nghị này  làm chiều cao ban đầu của bức tượng có thể là 5,3 mét. Một số mảnh vỡ tổng hợp này sau đó đã bị mất, vì vậy chỉ còn lại bản vẽ của Tolmachev.

## Mô tả
Tượng được làm từ gỗ thông rụng lá có ít nhất 157 tuổi. Bức tượng Shigir cũng là bằng chứng cho thấy những thợ săn và ngư dân vùng Urals đã sáng tạo những tác phẩm nghệ thuật và tượng đài phát triển không kém nông dân cổ vùng Trung Đông.
Các chuyên gia phỏng đoán những ký tự tượng hình của tượng gỗ Shigir chứa đựng thông tin mã hóa của người cổ về "sự sáng tạo thế giới".
Shigir hiện nay cao 2,8 m so với chiều cao gốc ban đầu là 5,3m. Có lẽ, bức tượng bị thất lạc trong bối cảnh chính trị bất ổn của nước Nga trong thế kỷ XX.
Tượng được khắc bằng đá hoặc công cụ bằng đá, với phần đầu mô tả một khuôn mặt người với đầy đủ mắt, mũi, miệng. Thân tượng thì phẳng và có dáng hình chữ nhật. Khắp trên người tượng có khắc những thông điệp bí ẩn, lúc ngoằn nghèo, lúc gợn sóng. Người cổ tạo ra Shigir Idol với 7 bộ mặt và chỉ một trong các bộ mặt đó có 3 chiều, số còn lại nằm rải rác trên thân tượng.

## Niên đại
Ban đầu, bức tượng được xác định đã 9.500 năm tuổi bằng phương pháp định tuổi bằng cacbon-14 bởi Viện Hàn lâm Khoa học Nga tại Moskva và Viện Lịch sử về Văn hoá Vật chất tại Saint-Petersburg. Sau đó, giới chức Nga đã cho phép một số nhà khoa học Đức tại Mannheim nghiên cứu lại với công nghệ tiên tiến. Họ kết luận bức tượng có niên đại chính xác 11.000 năm, gấp đôi số tuổi của kim tự tháp Giza và di tích Stonehenge.

### Vấn đề pháp lý
Để phục vụ công tác nghiên cứu, một nhóm nhà nghiên cứu ở thành phố Mannheim miền Nam nước Đức sử dụng công nghệ cực kỳ tinh vi gọi là quang phổ khối gia tốc (AMS) đối với 7 mẫu gỗ rất nhỏ.
Kết quả phân tích của nhóm nhà khoa học Đức có ý nghĩa đáng kể về mặt khoa học, nhưng công việc xét nghiệm bức tượng lại gây tranh cãi về mặt pháp lý ở Nga. Một vụ án hình sự đã mở ra về "bức tượng gỗ bị tổn hại" giữa những tuyên bố rằng các mẫu vật dùng để xét nghiệm là "có được một cách bất hợp pháp".
Từ năm 2014, Bộ Văn hóa ở Moskva đã tìm kiếm sự bồi thường theo pháp luật đối với các mẫu tượng gỗ bị lấy đi và sau đó chuyển đến các nhà khoa học Đức để phân tích.